# Françoise Leprod'homme
Françoise Leprod'homme, née le 11 mai 1965 à Ronthon (Manche), est une ancienne coureuse cycliste française.

## Biographie
Françoise Leprod'homme commence le cyclisme de compétition à l'âge de 12 ans à Genêts. Elle participe à trois Tours de France féminins (1988, 1989 et 1993), ainsi que les Tours de la RDA et du Texas. Françoise met fin à sa carrière en l'an 2000. et vit à Ploubezre (Côtes-d'Armor).

## Palmarès
- 1987
  - 3e étape du Tour de Bretagne
  - 1re étape du Paris-Bourges
  - 2e du Tour de Bretagne
- 1988
  - 1re et 4e étapes du Tour d`Aquitaine
  - 3e de Omloop van de Vignes
- 1989
  - Circuit du Morbihan
  - 3e du Grand Prix Les Forges
- 1991
  - 3e du Chrono champenois
- 1993
  - Duo normand Féminin (avec Géraldine Quéniart)
  - 2e du Tour de Tarn-et-Garonne
- 1994
  - 2e du Tour d'Amor
  - 3e de la Route du Muscadet
- 1996
  - Duo normand Féminin (avec Chrystèle Richard)
  - 3e du Chrono des Nations-Les Herbiers-Vendée (avec Chrystèle Richard et Maryline Salvetat)
- 1997
  - 2e du Grand Prix Les Forges
- 1998
  - Duo normand Féminin (avec Alexandra Le Hénaff)
- 1999
  - Duo normand Féminin (avec Géraldine Ollivier)

### Grands tours

#### Tour de France
2 participations
- Tour de France 1988 : 31e
- Tour de France 1989 : 42e